# Ruso
Ruso is een plaats (city) in de Amerikaanse staat North Dakota, en valt bestuurlijk gezien onder McLean County.

## Demografie
Bij de volkstelling in 2000 werd het aantal inwoners vastgesteld op 6.
In 2006 is het aantal inwoners door het United States Census Bureau geschat op eveneens 6.
In augustus 2018 had de plaats nog 2 inwoners, nadat de 86-jarige burgemeester Bruce Lorenz in Juli 2018 overleed. Dit is te weinig om te blijven bestaan als gemeenschap, want volgens de regelgeving in North Dakota moet een gemeenschap uit minimaal 3 personen bestaan. 
De gemeenschap is dan ook op zoek gegaan naar een nieuwe burgemeester, deze is gevonden in ene Greg Smalz die een adres geregistreerd had in Ruso. Op 6 september wordt hij benoemd als burgemeester en later in het jaar zal hij, samen met zijn vrouw, verhuizen naar Ruso. Hierdoor komt het inwonersaantal op 4 personen. 

## Geografie
Volgens het United States Census Bureau beslaat de plaats een oppervlakte van
0,7 km², geheel bestaande uit land. Ruso ligt op ongeveer 636 m boven zeeniveau.

## Plaatsen in de nabije omgeving
De onderstaande figuur toont nabijgelegen plaatsen in een straal van 28 km rond Ruso.